# Alex Courtes
Alex Courtes (...) è un regista francese.
Ha studiato in una delle più importanti scuole europee di arte grafica: la Penninghen. 
E proprio per il suo innato talento, è stato presto notato da varie band di genere French house attive a Parigi. Ha lavorato con i Cassius, i Daft Punk, e gli AIR.
Ciò gli è servito ad aprirgli le porte al mercato internazionale. Ha così iniziato a collaborare con i più grandi artisti rock e pop del mondo. Tra i quali: gli U2, i White Stripes, Kylie Minogue, Jamiroquai, i Foo Fighters e i Franz Ferdinand.
Ha vinto il Grammy Award nel 2005 nella categoria Best Short Form Music Video per il videoclip del singolo Vertigo degli U2.
Nel campo della moda ha diretto gli spot pubblicitari per i profumi Invictus e Olympea di Paco Rabanne. 

## Videografia
- Cassius - "Cassius 99" (1999)
- Morgan - "Miss Parker"
- Cassius with Jocelyn Brown - "I Am a Woman" (2002)
- Phoenix - "If I Ever Feel Better" (2001)
- AIR - "Radio Number 1" (2001)
- Noir Désir - "Le vent nous portera"
- Bran Van 3000 - "Love Cliché"
- Cassius with Steve Edwards - "The Sound of Violence" (2002)
- Jane's Addiction - "Just Because" (2003)
- The White Stripes - "Seven Nation Army" (2003)
- U2 - "Vertigo" (2004)
- U2 - "City of Blinding Lights" (2005)
- U2 - "Get On Your Boots" (2009)
- U2 - "Magnificent" (2009)
- Kylie Minogue - "Giving You Up" (2005)
- Jamiroquai - "(Don't) Give Hate a Chance" (2005)
- Daft Punk - "electroma" (2006)
- Franz Ferdinand - "The Fallen" (2006)
- Wolfmother - "Woman" (2006)
- Hilary Duff - "Play with Fire" (2006)
- Kasabian - "Shoot the Runner" (2006)
- Calogero - "Le saut de l'ange" (2007)
- Snow Patrol - "Take Back the City" (2008)
- Kaiser Chiefs - "Good Days Bad Days" (2008)
- Justice - ON'N'ON (2012)